# Euxoa decorans
Euxoa decorans är en fjärilsart som beskrevs av Otto Staudinger 1896. Euxoa decorans ingår i släktet Euxoa och familjen nattflyn. Inga underarter finns listade i Catalogue of Life.